# Félbordás szélesfutó
A félbordás szélesfutó (Abax parallelepipedus) a futóbogárfélék családjába tartozó, Európában honos, ragadozó bogárfaj.

## Megjelenése
A félbordás szélesfutó testhossza 18-22 mm. Testalkata széles, lapos. Egész teste fekete színű. Feje viszonylag nagy, szemei domborúak, rágói erőteljesek. A csápok a negyedik íztől kezdve szőrözöttek. Az előtor majdnem olyan széles, mint a szárnyfedők, felszíne nem pontozott, oldalsó pereme jól fejlett. Hátsó részén két-két hosszanti mélyedés látható.  A szárnyfedők hosszában bordázottak; nyolc barázda teljes a válltól a csúcsig, a kilencedik csak a szárnyfedő hátsó felén húzódik végig. A bordák domborúak és nem pontozottak; a hetedik a tövénél taréjos. Szárnyai nincsenek. Lábai hosszúak és erőteljesek, a lábszárak pereme végig tüskézett, végükön jól fejlett sarkantyú található. A lábfej (tarsus) felül sima, az utolsó íz alul rövid sertékkel borított. A hímek fényes feketék, a nőstények mattabbak. 

### Hasonló fajok
A karcsú szélesfutó (Abax parallelus) és a komor gyászfutó (Pterostichus niger) hasonlít hozzá. 

## Elterjedése
Európában honos, a Brit-szigetektől Ukrajnáig. Szórványosan Dél-Skandináviában is megtalálható. Kilenc alfaja ismert, ezek többsége jól meghatározott régióra korlátozódik (pl. három közülük Olaszországban található).  

## Életmódja
Nedves, árnyas erdőkben, bozótosokban, parkokban, elhanyagolt kertekben fordul elő. Az imágók napközben fatörzsek, kövek alatt vagy az avarban húzódnak meg. Éjszaka aktívak.  Mozgékony, gyors ragadozók, különféle kisebb rovarokat, lárvákat, hernyókat zsákmányolnak. A kifejlett bogarak áprilistól októberig láthatók, a telet fatörzsek, kövek alatt, vagy az avar alatti talajban töltik.

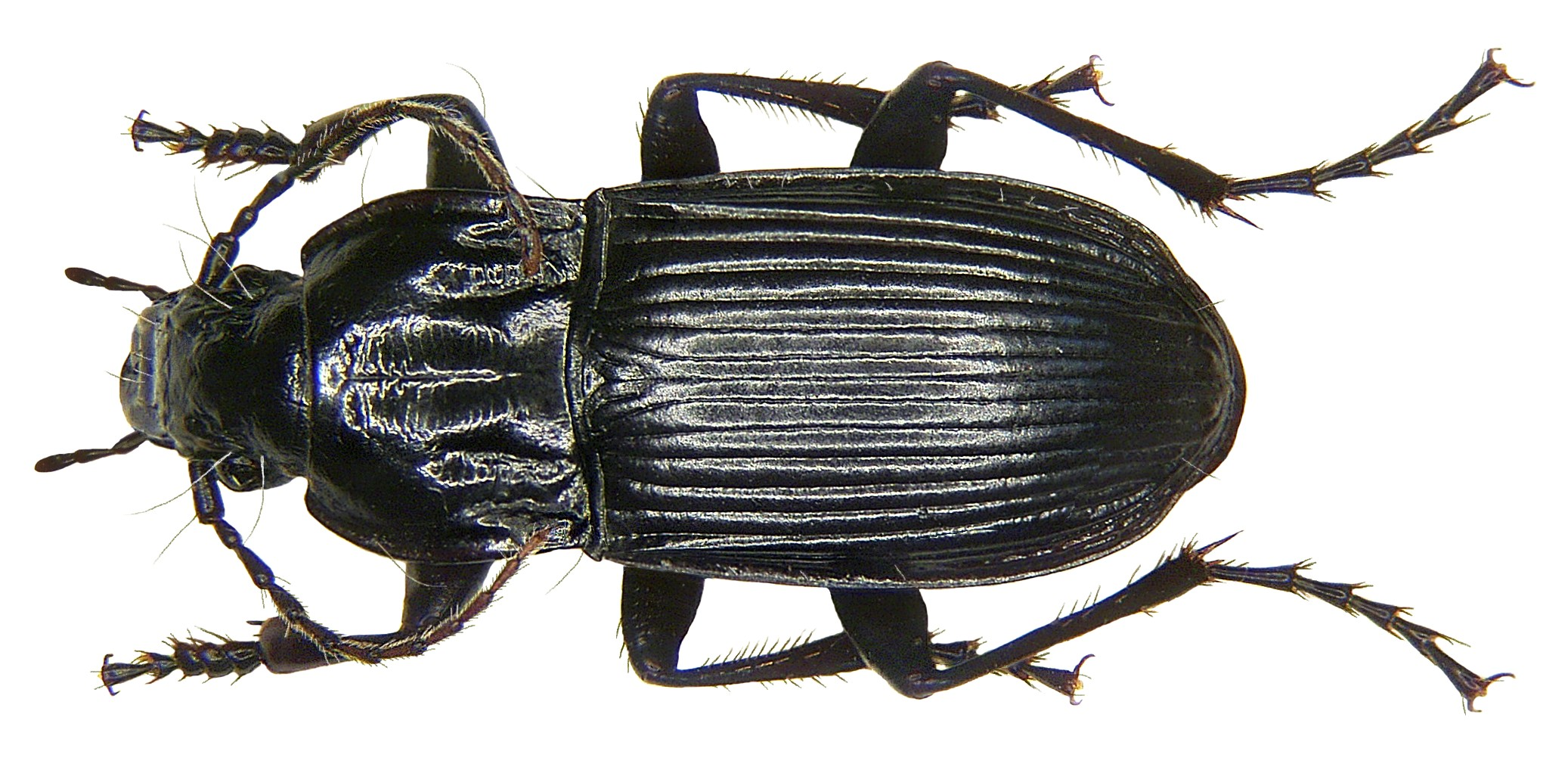
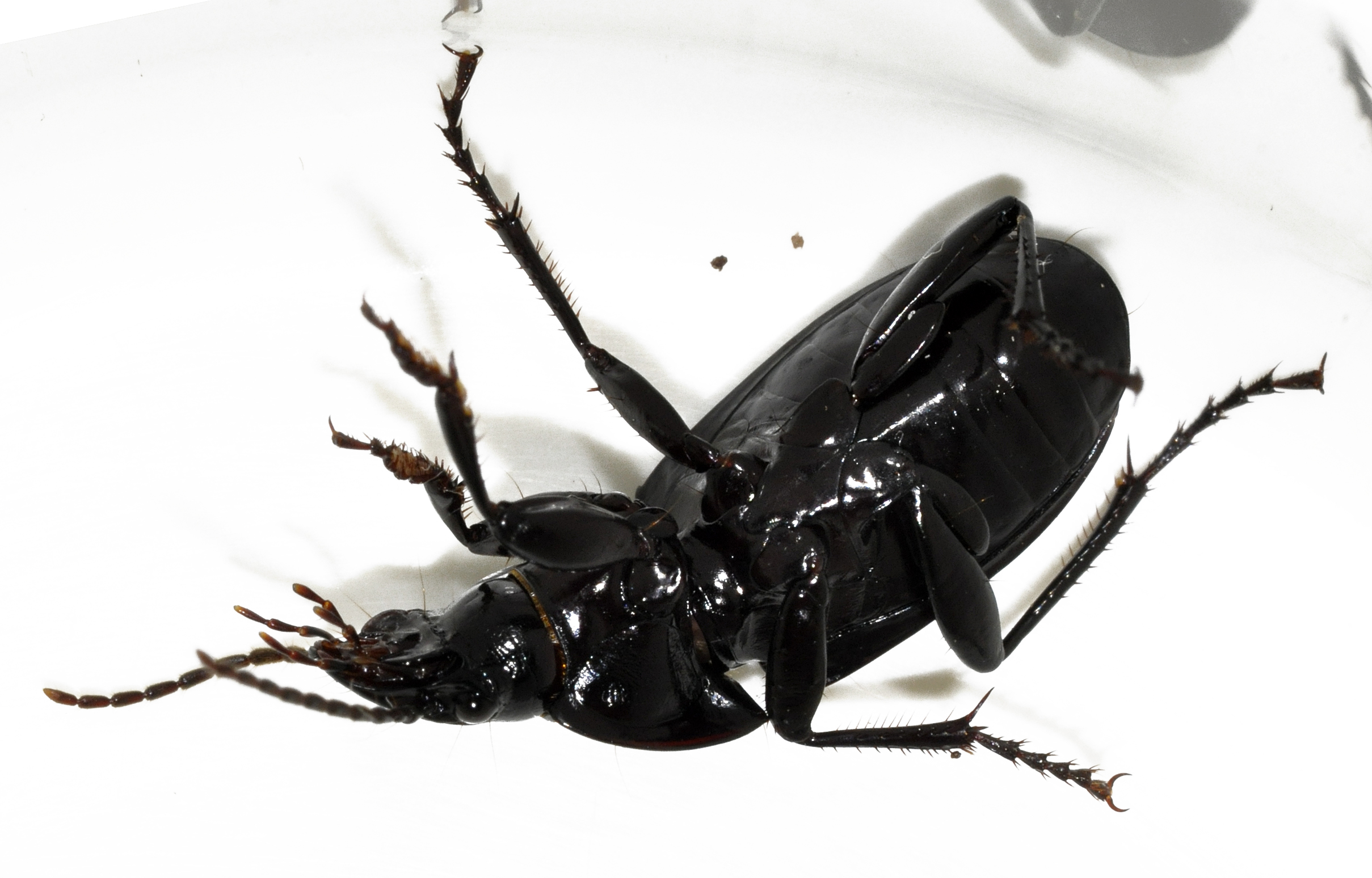
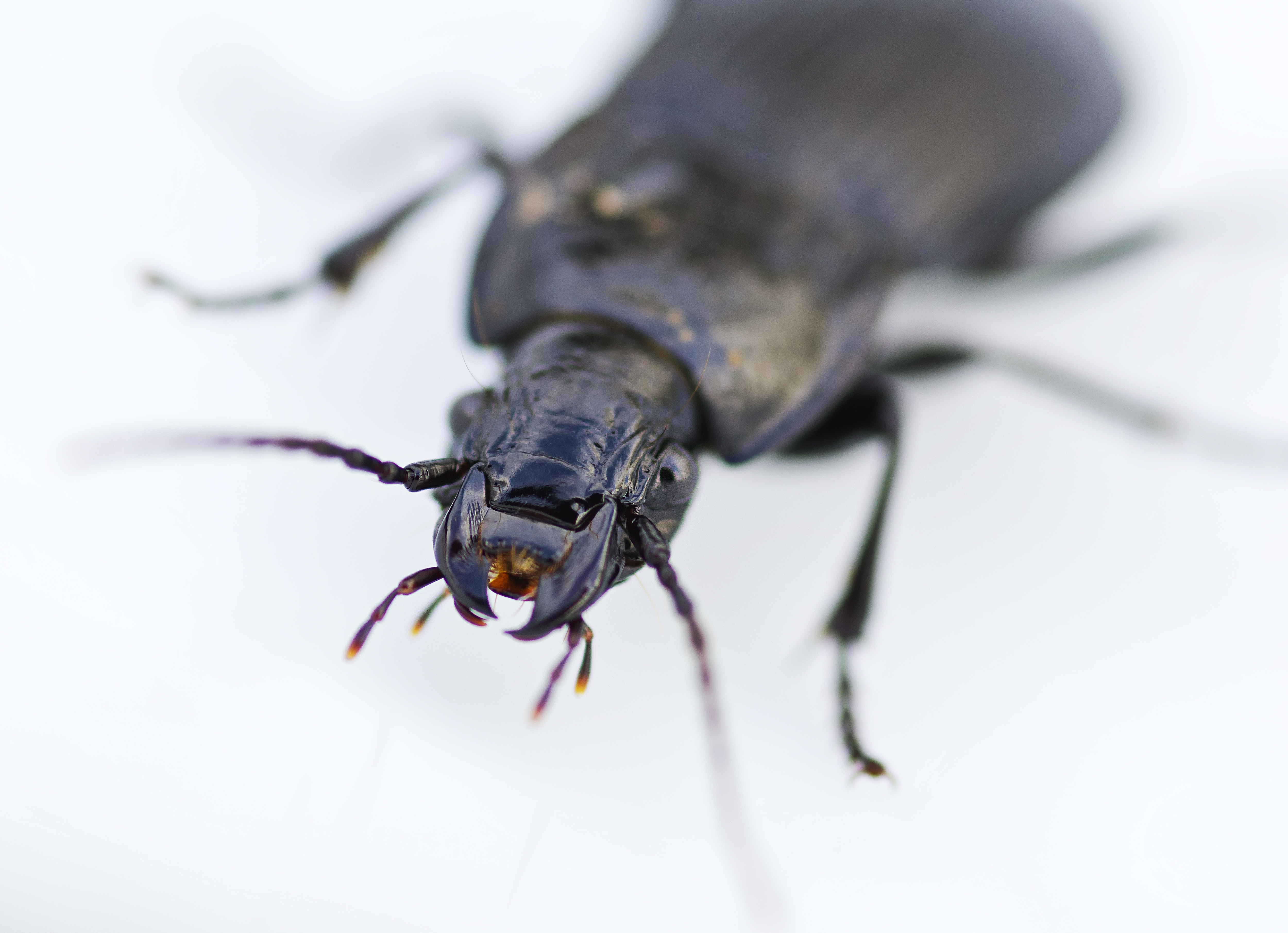
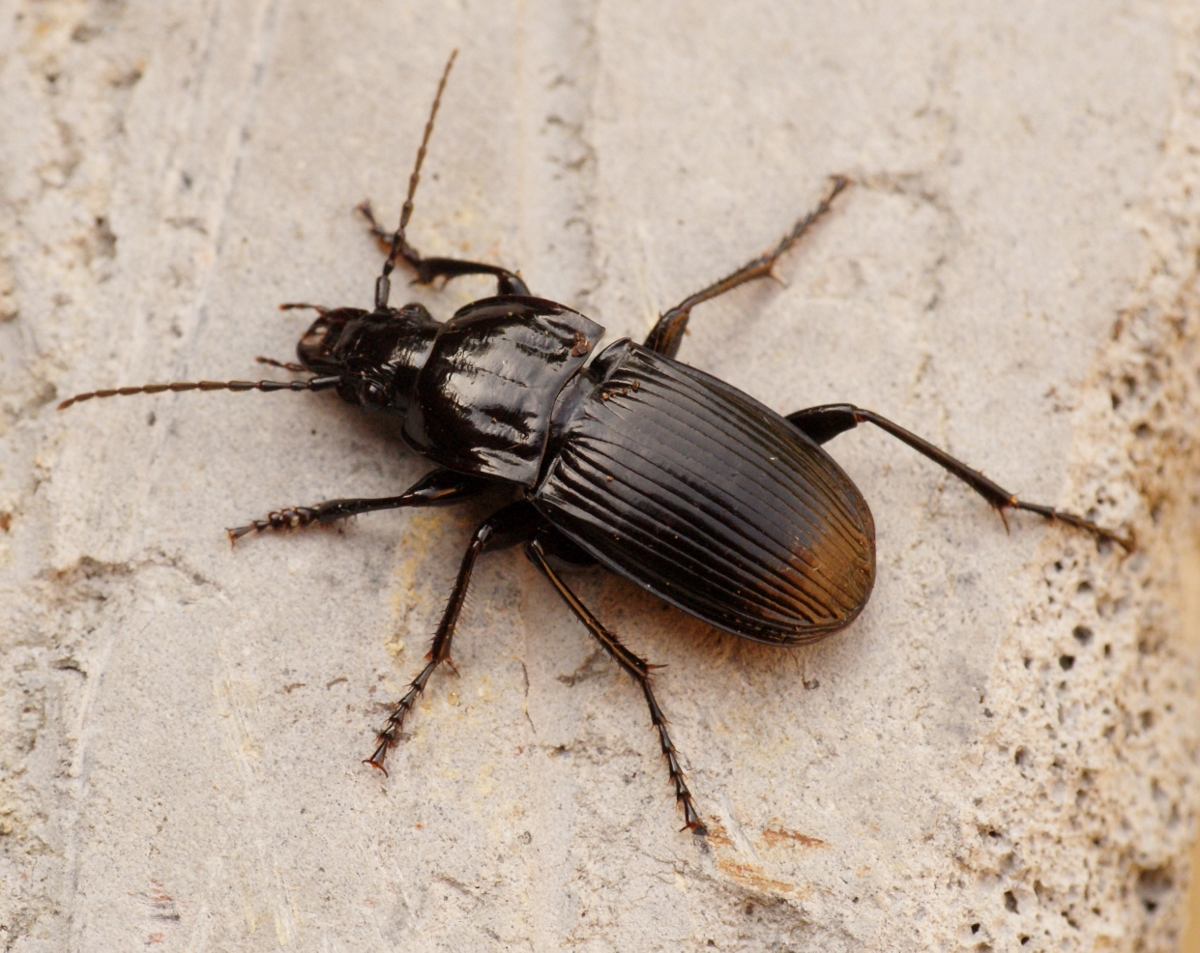
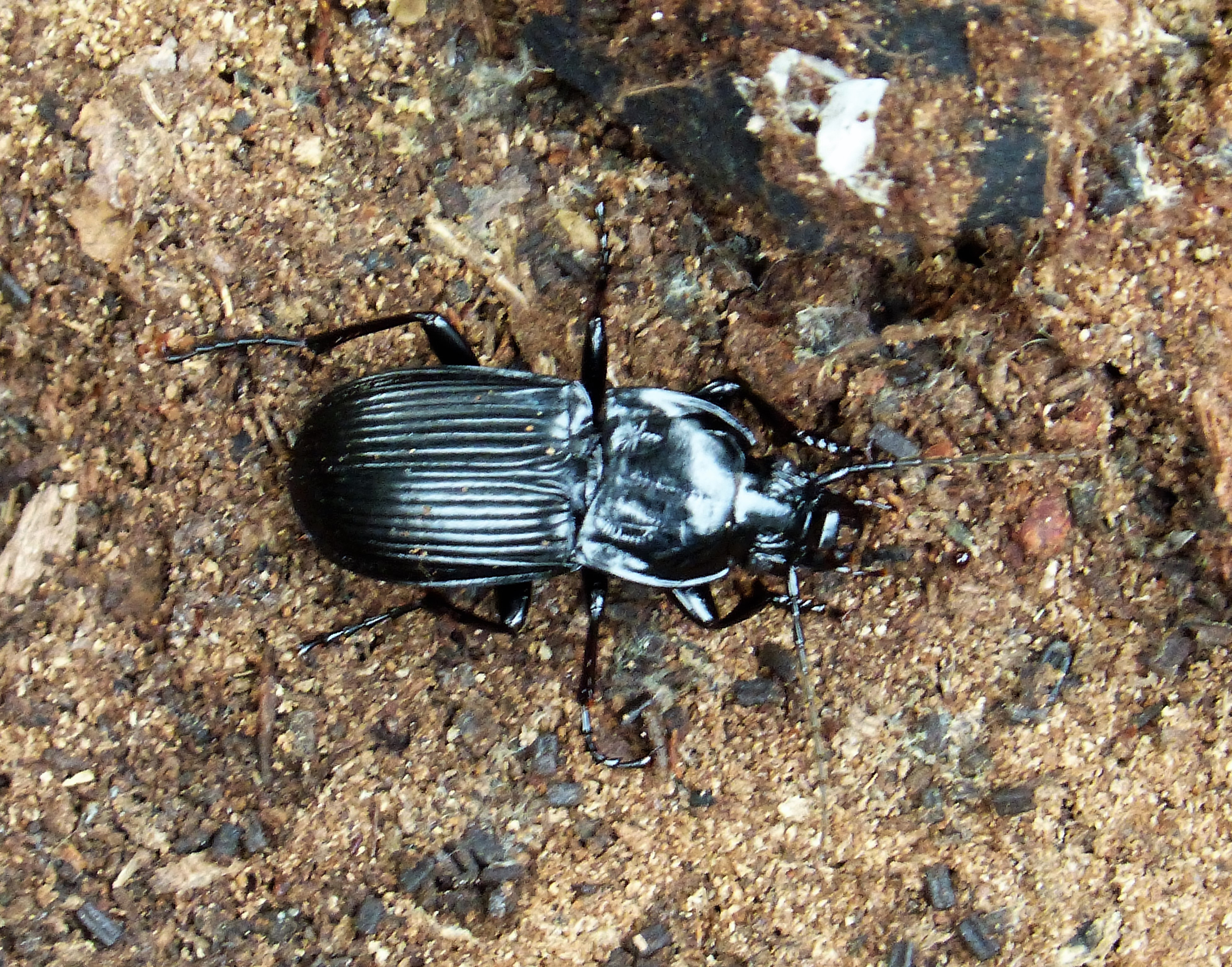

Magyarországon nem védett.